# Bathyplotes
Genre
Les Bathyplotes forment un genre de concombres de mer de la famille des Synallactidae.

## Liste des genres
Selon World Register of Marine Species (25 novembre 2017) :
- Bathyplotes angustus (Cherbonnier & Féral, 1981)
- Bathyplotes aymeric Vandenspiegel in Samyn & Vandenspiegel, 2016
- Bathyplotes baculosus (Massin, 1987)
- Bathyplotes bigelowi Deichmann, 1940
- Bathyplotes bongraini Vaney, 1914
- Bathyplotes cinctus Koehler & Vaney, 1910
- Bathyplotes crebrapapilla (Cherbonnier & Féral, 1981)
- Bathyplotes crenulatus Koehler & Vaney, 1905
- Bathyplotes dofleinii Augustin, 1908
- Bathyplotes elegans Heding, 1940
- Bathyplotes goldenhindi Mitsukuri, 1912
- Bathyplotes gourdoni (Vaney, 1914)
- Bathyplotes hancocki Domantay, 1953
- Bathyplotes imperfectus Cherbonnier & Féral, 1981
- Bathyplotes macullochae Domantay, 1953
- Bathyplotes mammillatus Heding, 1940
- Bathyplotes moseleyi (Théel, 1886)
- Bathyplotes natans (M. Sars, 1868)
- Bathyplotes pellucidus (Koehler & Vaney, 1905)
- Bathyplotes phlegmaticus Sluiter, 1901
- Bathyplotes profundus Koehler & Vaney, 1905
- Bathyplotes punctatus (Sluiter, 1901)
- Bathyplotes roseus Koehler & Vaney, 1910
- Bathyplotes rubicundus Sluiter, 1901
- Bathyplotes sulcatus Sluiter, 1901
- Bathyplotes triplax (Clark, 1920)
- Bathyplotes variabilis Koehler & Vaney, 1905
- Bathyplotes veleronis Domantay, 1953

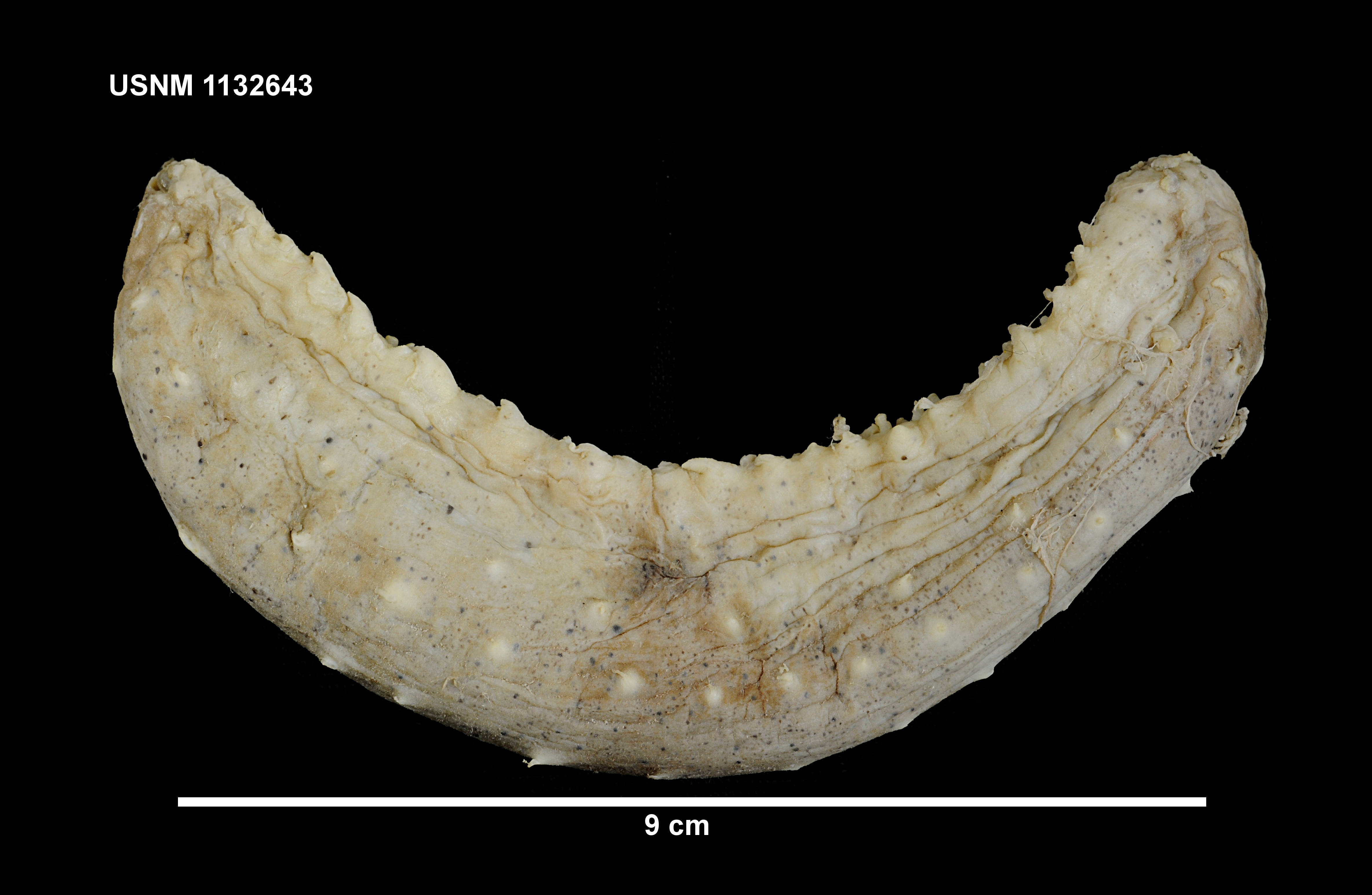
Bathyplotes bongraini
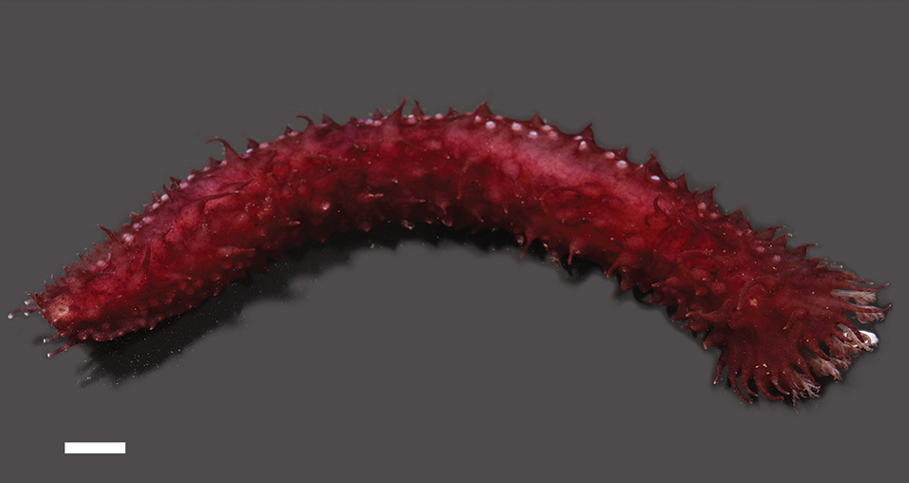
Bathyplotes cf. moseleyi
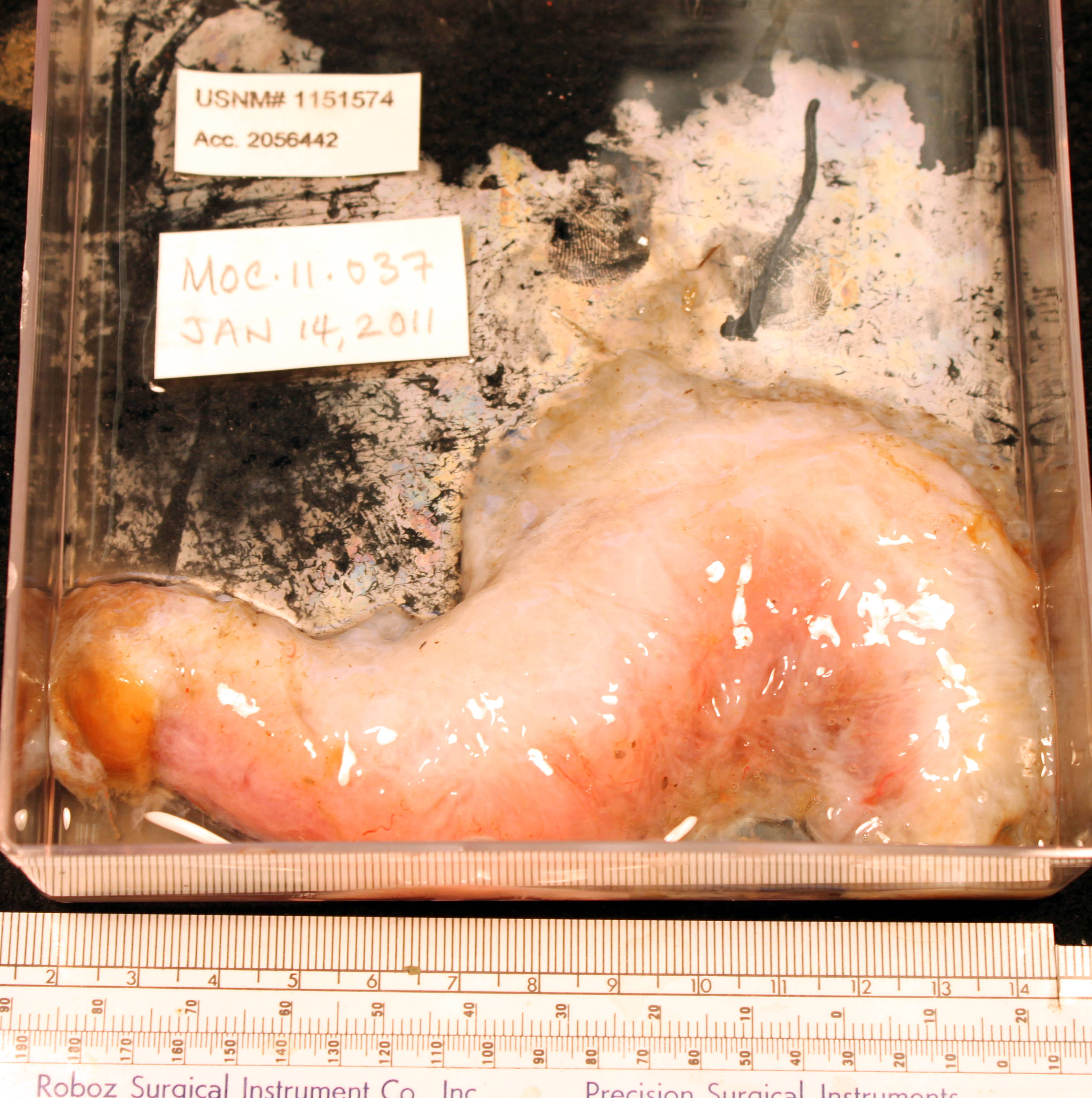
Bathyplotes sp.